# Elecciones provinciales de Corrientes de 1973
Las elecciones generales de la provincia de Corrientes de 1973 tuvieron lugar entre marzo y abril del mencionado año con el objetivo de restaurar las instituciones democráticas constitucionales de la provincia luego de casi siete años de la dictadura militar autodenominada Revolución Argentina, y a dieciocho de proscripción del Partido Justicialista (PJ), y su impedimento de participar en las elecciones. Para estos comicios se retiró el sistema de Colegio Electoral y se lo reemplazó por el de segunda vuelta o balotaje, que preveía un desempate entre los dos candidatos más votados si el primero no superaba el 50% más uno de los votos.
El peronismo se presentó como Frente Justicialista de Liberación (FREJULI) y su fórmula en Corrientes fue liderada por Julio Romero, con Francisco de Borges Sá como compañero de fórmula. El Movimiento de Integración y Desarrollo, miembro del FREJULI a nivel nacional, sin embargo, no apoyó la candidatura de Romero. Por su parte, el gobernante antes del golpe Pacto Autonomista - Liberal (PAL) presentó al autonomista Justo Díaz Colodrero, con el liberal Ricardo Guillermo Leconte como compañero de fórmula. Esto se debió a que el gobernador antes de la interrupción constitucional de 1966, Diego Díaz Colodrero, había sido del Partido Liberal y al hecho de que la eliminación del Colegio Electoral no le permitía al Pacto presentar dos candidaturas sin contraponerse.
La primera vuelta se realizó el 11 de marzo, al mismo tiempo que las elecciones presidenciales y legislativas a nivel nacional. Romero fue el candidato más votado con el 38,40% contra el 35,11% de Díaz Colodrero, pero debido a la escisión del MID en la provincia no alcanzó el porcentaje requerido para evitar un balotaje. El MID por sí solo quedó en tercer lugar con el 13,70%. Se programó una segunda vuelta entre Romero y Díaz Colodrero. Esta se realizó el 15 de abril y Romero obtuvo una aplastante victoria con el 60,97% de los votos, accediendo a la gobernación el 25 de mayo de 1973.
Romero no completó el mandato constitucional debido a que fue depuesto por el golpe de Estado del 24 de marzo de 1976. Siendo, sin embargo, uno de los quince gobernadores que logró durar en el cargo hasta el golpe. Hasta la fecha, Corrientes no ha vuelto a tener un gobernador del PJ.

## Resultados

### Gobernador y Vicegobernador
| Fórmula                            | Fórmula                            | Partido                            | Partido                                | 1ª vuelta | 1ª vuelta | 2ª vuelta | 2ª vuelta |
| Gobernador                         | Vicegobernador                     | Partido                            | Partido                                | Votos     | %         | Votos     | %         |
| ---------------------------------- | ---------------------------------- | ---------------------------------- | -------------------------------------- | --------- | --------- | --------- | --------- |
| Julio Romero                       | Francisco de Borges Sá             |                                    | Frente Justicialista de Liberación     | 103.824   | 38,40     | 153.757   | 60,97     |
| Justo Díaz Colodrero               | Ricardo Guillermo Leconte          |                                    | Pacto Autonomista - Liberal            | 94.946    | 35,11     | 98.410    | 39,03     |
| Enrique J. Arballo                 |                                    |                                    | Movimiento de Integración y Desarrollo | 37.048    | 13,70     |           |           |
|                                    |                                    |                                    | Unión Cívica Radical                   | 17.970    | 6,65      |           |           |
|                                    |                                    |                                    | Alianza Popular Revolucionaria         | 10.136    | 3,75      |           |           |
|                                    |                                    |                                    | Partido Demócrata Progresista          | 5.505     | 2,04      |           |           |
|                                    |                                    |                                    | Frente de Izquierda Popular            | 976       | 0,36      |           |           |
|                                    |                                    |                                    |                                        |           |           |           |           |
| Votos válidos                      | Votos válidos                      | Votos válidos                      | Votos válidos                          | 270.405   | 97,97     | 252.167   | 98,00     |
| Votos en blanco                    | Votos en blanco                    | Votos en blanco                    | Votos en blanco                        | 4.833     | 1,75      | 3.756     | 1,46      |
| Votos anulados                     | Votos anulados                     | Votos anulados                     | Votos anulados                         | 770       | 0,28      | 1.403     | 0,55      |
| Total de votos                     | Total de votos                     | Total de votos                     | Total de votos                         | 276.008   | 100       | 257.326   | 100       |
| Votantes registrados/participación | Votantes registrados/participación | Votantes registrados/participación | Votantes registrados/participación     | 358.935   | 76,90     | 358.935   | 71,69     |
| Fuente:                            |                                    |                                    |                                        |           |           |           |           |

### Cámara de Diputados
| Partido                            | Partido                                | Votos   | %     | Bancas |
| ---------------------------------- | -------------------------------------- | ------- | ----- | ------ |
|                                    | Frente Justicialista de Liberación     | 103.638 | 38,29 | 12/26  |
|                                    | Pacto Autonomista - Liberal            | 94.834  | 35,04 | 10/26  |
|                                    | Movimiento de Integración y Desarrollo | 35.803  | 13,23 | 4/26   |
|                                    | Unión Cívica Radical                   | 19.358  | 7,15  |        |
|                                    | Alianza Popular Revolucionaria         | 10.160  | 3,75  |        |
|                                    | Partido Demócrata Progresista          | 5.880   | 2,17  |        |
|                                    | Frente de Izquierda Popular            | 981     | 0,36  |        |
|                                    |                                        |         |       |        |
| Votos válidos                      | Votos válidos                          | 270.654 | 98,06 |        |
| Votos en blanco                    | Votos en blanco                        | 4.756   | 1,72  |        |
| Votos anulados                     | Votos anulados                         | 593     | 0,21  |        |
| Total de votos                     | Total de votos                         | 276.003 | 100   |        |
| Votantes registrados/participación | Votantes registrados/participación     | 358.935 | 76,89 |        |
| Fuente:                            |                                        |         |       |        |

### Cámara de Senadores
| Partido                            | Partido                                | Votos   | %     | Bancas |
| ---------------------------------- | -------------------------------------- | ------- | ----- | ------ |
|                                    | Frente Justicialista de Liberación     | 103.559 | 38,29 | 7/13   |
|                                    | Pacto Autonomista - Liberal            | 94.954  | 35,11 | 6/13   |
|                                    | Movimiento de Integración y Desarrollo | 35.679  | 13,19 |        |
|                                    | Unión Cívica Radical                   | 19.399  | 7,17  |        |
|                                    | Alianza Popular Revolucionaria         | 10.138  | 3,75  |        |
|                                    | Partido Demócrata Progresista          | 5.749   | 2,13  |        |
|                                    | Frente de Izquierda Popular            | 972     | 0,36  |        |
|                                    |                                        |         |       |        |
| Votos válidos                      | Votos válidos                          | 270.450 | 97,99 |        |
| Votos en blanco                    | Votos en blanco                        | 4.983   | 1,81  |        |
| Votos anulados                     | Votos anulados                         | 570     | 0,21  |        |
| Total de votos                     | Total de votos                         | 276.003 | 100   |        |
| Votantes registrados/participación | Votantes registrados/participación     | 358.888 | 76,91 |        |
| Fuente:                            |                                        |         |       |        |

#### Resultados por secciones electorales

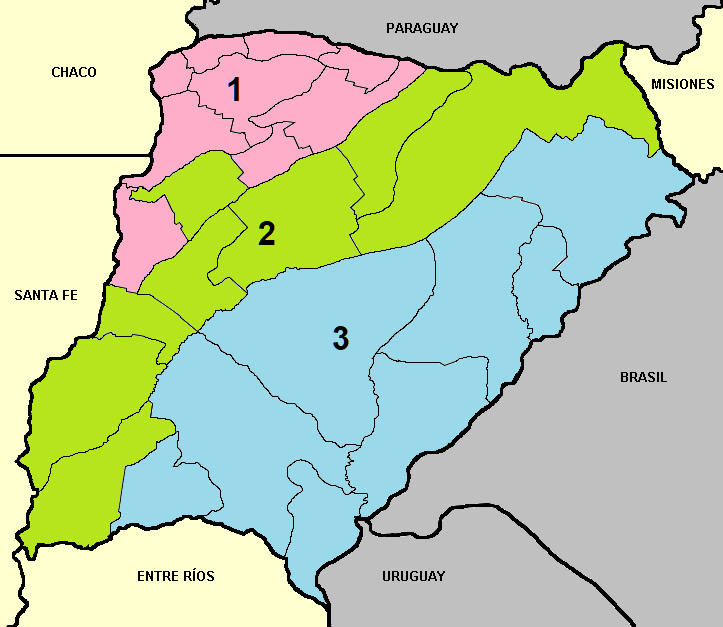
Secciones electorales:
1ª Sección
2ª Sección
3ª Sección

| 1ª Sección Electoral 5 Senadores   | 1ª Sección Electoral 5 Senadores       | 1ª Sección Electoral 5 Senadores | 1ª Sección Electoral 5 Senadores | 1ª Sección Electoral 5 Senadores | 1ª Sección Electoral 5 Senadores |
| Partido                            | Partido                                | Votos                            | %                                | Bancas                           |                                  |
| ---------------------------------- | -------------------------------------- | -------------------------------- | -------------------------------- | -------------------------------- | -------------------------------- |
|                                    | Frente Justicialista de Liberación     | 46.357                           | 41,28                            | 3/5                              |                                  |
|                                    | Pacto Autonomista - Liberal            | 38.474                           | 34,26                            | 2/5                              |                                  |
|                                    | Movimiento de Integración y Desarrollo | 10.782                           | 9,60                             |                                  |                                  |
|                                    | Unión Cívica Radical                   | 7.929                            | 7,06                             |                                  |                                  |
|                                    | Alianza Popular Revolucionaria         | 4.678                            | 4,17                             |                                  |                                  |
|                                    | Partido Demócrata Progresista          | 3.576                            | 3,18                             |                                  |                                  |
|                                    | Frente de Izquierda Popular            | 494                              | 0,44                             |                                  |                                  |
|                                    |                                        |                                  |                                  |                                  |                                  |
| Votos válidos                      | Votos válidos                          | 112.290                          | 97,62                            |                                  |                                  |
| Votos en blanco                    | Votos en blanco                        | 2.483                            | 2,16                             |                                  |                                  |
| Votos anulados                     | Votos anulados                         | 259                              | 0,23                             |                                  |                                  |
| Total de votos                     | Total de votos                         | 115.032                          | 100                              |                                  |                                  |
| Votantes registrados/participación | Votantes registrados/participación     | 145.676                          | 78,96                            |                                  |                                  |
| 2ª Sección Electoral 4 Senadores   |                                        |                                  |                                  |                                  |                                  |
| Partido                            | Partido                                | Votos                            | %                                | Bancas                           |                                  |
|                                    | Pacto Autonomista - Liberal            | 31.284                           | 38,53                            | 2/4                              |                                  |
|                                    | Frente Justicialista de Liberación     | 27.566                           | 33,95                            | 2/4                              |                                  |
|                                    | Movimiento de Integración y Desarrollo | 12.767                           | 15,72                            |                                  |                                  |
|                                    | Unión Cívica Radical                   | 6.976                            | 8,59                             |                                  |                                  |
|                                    | Alianza Popular Revolucionaria         | 1.593                            | 1,96                             |                                  |                                  |
|                                    | Partido Demócrata Progresista          | 803                              | 0,99                             |                                  |                                  |
|                                    | Frente de Izquierda Popular            | 215                              | 0,26                             |                                  |                                  |
|                                    |                                        |                                  |                                  |                                  |                                  |
| Votos válidos                      | Votos válidos                          | 81.204                           | 98,12                            |                                  |                                  |
| Votos en blanco                    | Votos en blanco                        | 1.360                            | 1,64                             |                                  |                                  |
| Votos anulados                     | Votos anulados                         | 192                              | 0,23                             |                                  |                                  |
| Total de votos                     | Total de votos                         | 82.756                           | 100                              |                                  |                                  |
| Votantes registrados/participación | Votantes registrados/participación     | 111.146                          | 74,46                            |                                  |                                  |
| 3ª Sección 4 Senadores             |                                        |                                  |                                  |                                  |                                  |
| Partido                            | Partido                                | Votos                            | %                                | Bancas                           |                                  |
|                                    | Frente Justicialista de Liberación     | 29.636                           | 38,51                            | 2/4                              |                                  |
|                                    | Pacto Autonomista - Liberal            | 25.196                           | 32,74                            | 2/4                              |                                  |
|                                    | Movimiento de Integración y Desarrollo | 12.130                           | 15,76                            |                                  |                                  |
|                                    | Unión Cívica Radical                   | 4.494                            | 5,84                             |                                  |                                  |
|                                    | Alianza Popular Revolucionaria         | 3.867                            | 5,02                             |                                  |                                  |
|                                    | Partido Demócrata Progresista          | 1.370                            | 1,78                             |                                  |                                  |
|                                    | Frente de Izquierda Popular            | 263                              | 0,34                             |                                  |                                  |
|                                    |                                        |                                  |                                  |                                  |                                  |
| Votos válidos                      | Votos válidos                          | 76.956                           | 98,39                            |                                  |                                  |
| Votos en blanco                    | Votos en blanco                        | 1.140                            | 1,46                             |                                  |                                  |
| Votos anulados                     | Votos anulados                         | 119                              | 0,15                             |                                  |                                  |
| Total de votos                     | Total de votos                         | 78.215                           | 100                              |                                  |                                  |
| Votantes registrados/participación | Votantes registrados/participación     | 102.066                          | 76,63                            |                                  |                                  |